# Marthe Emmanuel
Marthe Emmanuel, née le 20 août 1901 à Chaville et morte le 15 mai 1997 à La Mée-sur-Seine est une géographe, historienne et biographe française. Ingénieure au CNRS, collaboratrice durant dix ans de l'explorateur Jean-Baptiste Charcot, elle rédige après sa mort plusieurs de ses biographies avant d'élargir ses écrits à d'autres explorateurs polaires jusqu'à sa thèse en 1956. Spécialiste du domaine, ses ouvrages sont récompensés de plusieurs prix.

## Biographie
Marthe Emmanuel naît à Chaville en 1901 : elle est la fille du compositeur Maurice Emmanuel,. Elle est ingénieure au CNRS. Durant dix ans, elle est la secrétaire bénévole et la collaboratrice de l'explorateur Jean-Baptiste Charcot,,. Ce dernier vient régulièrement se reposer au château de Montaure (Eure) où habite Marthe Emmanuel. À sa mort en 1936, elle devient sa biographe à travers trois ouvrages reprenant ses lettres et ses carnets de bord,. En 1956, elle soutient son doctorat, d'histoire de la géographie, « La France et l'exploration polaire. De Verrazano à La Pérouse, 1523-1788 », à l'université de Paris.
Elle est secrétaire de rédaction du Bulletin de l'Association des Géographes Français, de Mémoires et Documents puis bibliothécaire de la Société de géographie de 1926 à 1936.

## Travaux
Les travaux de Marthe Emmanuel portent sur l'histoire de la géographie, et notamment de l'exploration scientifique polaire, par la France mais aussi par les autres nations. 

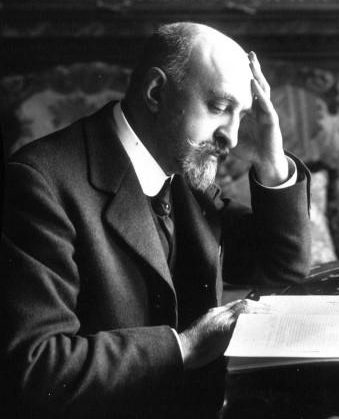
Jean-Baptiste Charcot en 1914.

Elle consacre d'abord ses écrits à plusieurs biographies, en premier Jean-Baptiste Charcot, éclairant aussi bien ses contributions à la science que la personnalité de l'explorateur. Elle se consacre ensuite à d'autres explorateurs, comme Robert Scott.
Sa thèse fait remonter le premier explorateur polaire à Pythéas, puis retrace les différentes expéditions celtes et vikings, la découverte puis redécouverte du Cap Horn, mentionnant des explorateurs moins connus comme Jean-François Regnard en Laponie en 1861 ou celui de Pierre Louis Maupertuis au cercle polaire arctique en Finlande,. Alors que les expéditions anglaises et allemandes sont bien connues, la thèse vient compléter le volet français. La recherche s'appuie sur des archives et des textes historiques, produisant un état de l'art complet de référence sur l'Arctique et l’Antarctique,.

## Hommage et distinctions
Prix Montyon de l'Académie Française et prix Conrad Malte-Brun de la Société de Géographie en 1944 pour Charcot, navigateur polaire,.
Prix Marcelin Guérin de l'Académie Française en 1960, prix Georges Dreyfus et prix de l'Académie de Marine pour La France et l'exploration polaire,,.
Son portrait illustre un timbre des Terres Australes et Antarctiques Françaises en 2007.
Le prieuré de Montaure (Eure) où habitait Marthe Emmanuel, est situé au 3 place Charcot.

## Publications

### Ouvrages
- Marthe Emmanuel (préf. Jean de La Varende), Charcot, navigateur polaire, Éditions des Loisirs, 1943, 205 p.
- Marthe Emmanuel (préf. Jules Sottas), J.-B. Charcot, le "Polar Gentleman", Éditions Alsatia, 1945, p. 192
- Marthe Emmanuel, Scott, le héros du Pôle Sud, 1946, 143 p.
- Marthe Emmanuel, La France et l'exploration polaire, Nouvelles éditions latines Doullens, 1959, 399 p.
- Marthe Emmanuel (préf. Paul-Émile Victor), Tel fut Charcot: 1867-1936, Beauchesne, coll. « Figures d'hier et d'aujourd'hui », 1986 (ISBN 978-2-7010-1134-9)
- Marthe Emmanuel, Le Canada, Paris, Centre national de la recherche scientifique

### Articles
- Marthe Emmanuel, « Vocations enfantines : Jean Charcot », L'Information Géographique, vol. 10, no 3,‎ 1946, p. 118–119 (DOI 10.3406/ingeo.1946.5178, lire en ligne, consulté le 3 novembre 2023)
- Marthe Emmanuel, « A propos des rivalités antarctiques : la conquête du Pôle Sud », L'Information Géographique, vol. 11, no 4,‎ 1947, p. 135–138 (DOI 10.3406/ingeo.1947.5282, lire en ligne, consulté le 3 novembre 2023)
- Marthe Emmanuel, « La « Saga » antarctique et la Terre Adélie. I. — Historique des expéditions passées », L'Information Géographique, vol. 15, no 3,‎ 1951, p. 100–104 (DOI 10.3406/ingeo.1951.1072, lire en ligne, consulté le 3 novembre 2023)